# Остання вечеря (фільм, 1994)
«Остання вечеря» (англ. The Last Supper) — канадський фільм-драма 1994 року режисерки Сінтії Робертс. Прем'єра стрічки відбулася в лютому 1995 року на 45-му Берлінському міжнародному кінофестивалі, де він здобув Премію «Тедді» за найкращий художній фільм .
Слоган фільму: Запам'ятати мене, але забути мою долю

## Сюжет
Танцюрист Кріс помирає від СНІДу. Він вибрав евтаназію, щоб покінчити зі своїми стражданнями. За допомогою свого коханого Вела і свого лікаря, він оточує себе у свої останні години усім, що зробило його життя особливим. Вони востаннє вечеряють разом, а потім Кріс виконує свою останню хореографічну композицію про власну смерть.

## У ролях
| Деніел МакАйвор | ···· | доктор Парсенс |
| Кен Макдугалл   | ···· | Кріс           |
| Дж. Д. Ніколсен | ···· | Вел            |

## Виробництво
«Останню вечерю» знято на основі однойменної п'єси Гіллар Ліатоджа, що була поставлена в Торонто. Ролі у фільмі виконали ті ж актори, що й у виставі. Стрічку знімали в режимі реального часу в одній з кімнат госпісу в Торонто. Актор Кен Макдугалл, що зіграв роль Кріса, помер від ускладнень, спричинених СНІДом, через чотири дня після завершення зйомок.

## Визнання
| Нагороди та номінації фільму «Остання вечеря» | Нагороди та номінації фільму «Остання вечеря» | Нагороди та номінації фільму «Остання вечеря» | Нагороди та номінації фільму «Остання вечеря» | Нагороди та номінації фільму «Остання вечеря» | Нагороди та номінації фільму «Остання вечеря» |
| Рік                                           | Кінофестиваль/кінопремія                      | Категорія/нагорода                            | Номінант                                      | Результат                                     |                                               |
| --------------------------------------------- | --------------------------------------------- | --------------------------------------------- | --------------------------------------------- | --------------------------------------------- | --------------------------------------------- |
| 1995                                          | 45-й Берлінський міжнародний кінофестиваль    | Премія «Тедді» за найкращий художній фільм    | Остання вечеря                                | Перемога                                      |                                               |